# Sibirionetta formosa
L'alzavola del Baikal o alzavola asiatica (Sibirionetta  formosa (Georgi, 1775)) è un uccello della famiglia degli Anatidi, diffuso nel nord-est dell'Asia. È l'unica specie nota del genere Sibirionetta von Boetticher, 1929.

## Descrizione
È leggermente più grande ed ha una coda più lunga dell'alzavola comune. L'abito nuziale del maschio è inconfondibile, con la sua impressionante testa verde, gialla e nera e la sua linea verticale bianca ai lati del petto.
Anche le femmine presentano la colorazione della testa ben distinguibile, con una piccola ma prominente macchia bianca alla base del becco ed una striscia scura dietro all'occhio. Alcune "femmine" presentano "briglie" sulle loro facce, ma è stato suggerito che alcune di queste "femmine" imbrigliate, se non tutte, siano in effetti giovani maschi . I giovani hanno un piumaggio simile a quello della femmina, e si possono distinguere da quelli dell'alzavola comune per la macchia pallida alla base del becco.
Nel piumaggio non riproduttivo (eclissato), il maschio presenta un aspetto simile a quello della femmina, ma il piumaggio assume una tonalità più rossastra.

## Distribuzione e habitat
È diffusa nella zona forestale della Siberia orientale, dal bacino dello Yenisey verso est, fino alla Kamčatka. È una specie migratrice e sverna in Giappone, Corea e Cina settentrionale e orientale.
Nidifica negli stagni al margine della tundra e all'interno delle foreste paludose. In inverno si trova sulle acque dolci di pianura.

## Tassonomia
Assegnata in passato al genere Anas, la specie, sulla base delle risultanze di recenti studi filogenetici, è stata segregata dal Congresso Ornitologico Internazionale, in un genere a sé stante.

## Conservazione
La IUCN Red List classifica Sibirionetta formosa come specie vulnerabile  (Vulnerable), a causa della caccia e della distruzione dei suoi habitat umidi di svernamento. Comunque, testi più recenti sostengono che la specie stia aumentando di numero . Viene anche allevata in cattività a scopo ornamentale per il bel piumaggio colorato del maschio.